# Péter Bíró
Péter Bíró (phát âm tiếng Hungary: [ˈpeːtɛr ˈbiːroː]; sinh 20 tháng 9 năm 1985 ở Debrecen, Hungary) là một (hậu vệ) bóng đá Hungary hiện tại thi đấu cho Lombard-Pápa TFC.

## Danh hiệu
- Debreceni VSC
  - Hungarian National Championship I: 2008-09, 2009–10
    - Á quân 2007-08

  - Cúp bóng đá Hungary: 2007-08, 2009–10
  - Siêu cúp bóng đá Hungary: 2009, 2010
  - Cúp liên đoàn Hungary: Á quân 2008